# Prix Bram-Stoker de la meilleure nouvelle courte
Les prix Bram-Stoker sont attribués chaque année pour les œuvres publiées pendant l'année calendaire précédente.
La catégorie de la meilleure nouvelle courte récompense des nouvelles longues de fantasy ou d'horreur.
Les gagnants sont cités en premier, suivis par les autres œuvres nommées.

## Palmarès

### Années 1980

#### 1987
The Deep End par Robert R. McCammon
- Dat-Tay-Vao par F. Paul Wilson
- Copains comme chiens (Friend's Best Man) par Jonathan Carroll
- This Old Man par Charles L. Grant
- Traps par F. Paul Wilson

#### 1988
Night They Missed the Horror Show par Joe R. Lansdale
- Jack's Decline par Lucius Shepard
- The Music of the Dark Time par Chet Williamson
- Nobody Lives There Now par Carol Orlock
- Trop jeune pour quitter sa mère (She's a Young Thing and Cannot Leave Her Mother) par Harlan Ellison
- La Bête de l'escalier (The Thing at the Top of the Stairs) par Ray Bradbury

#### 1989
Mange-moi (Eat Me) par Robert R. McCammon
- Les Corps et les Têtes (Bodies and Heads) par Steve Rasnic Tem
- Each Night, Each Year par Kathryn Ptacek
- A Sad Last Love at the Diner of the Damned par Edward Bryant
- Yore Skin's Jes's Soft 'n Purty...He Said. par Chet Williamson

### Années 1990
| Sommaire : | - Haut - 1990 - 1991 - 1992 - 1993 - 1994 - 1995 - 1996 - 1997 - 1998 - 1999 |

#### 1990
The Calling par David B. Silva
- Back Windows par Steve Rasnic Tem
- But You'll Never Follow Me par Karl Edward Wagner
- L'Affaire Helmut Hecker (From the Papers of Helmut Hecher) par Chet Williamson
- The Loneliest Number par Edward Bryant

#### 1991
Lady Madonna par Nancy Holder
- Cendres du souvenir, poussière du désir (The Ash of Memory, the Dust of Desire) par Poppy Z. Brite
- The Braille Encyclopaedia par Grant Morrison
- Love Doll: A Fable par Joe R. Lansdale
- Richard's Head par Al Sarrantonio (en)
- Wolf Winter par Maxine O'Callaghan

#### 1992
Photo de classe (This Year's Class Picture) par Dan Simmons
- Bright Lights, Big Zombie par Douglas E. Winter
- Come One, Come All par Gahan Wilson
- Did They Get You to Trade? par Karl Edward Wagner
- Farm Wife par Nancy Kilpatrick

#### 1993
J'entends les sirènes chanter (I Hear the Mermaids Singing) par Nancy Holder
- Death Fiend Guerrillas par William S. Burroughs
- Distances par Sherman Alexie
- The Dog Park par Dennis Etchison
- Pain Grin par Wayne Allen Sallee

#### 1994
The Box par Jack Ketchum et Café Endless : pluie de printemps (Cafe Endless: Spring Rain) par Nancy Holder (ex æquo)
- Mr. Torso par Edward Lee
- Things Of Which We Do Not Speak par Lucy Taylor

#### 1995
Tête-à-tête avec Anubis (Chatting with Anubis) par Harlan Ellison
- Becky Lives par Harry Crews
- The Bungalow House par Thomas Ligotti
- The Death of the Novel par William Browning Spencer

#### 1996
Metalica par P. D. Cacek
- The House of Mourning par Brian Stableford
- Plan 10 from Inner Space par Karl Edward Wagner
- Le Shih-tan secret (The Secret Shih-Tan) par Graham Masterton
- The Slobbering Tongue That Ate the Frightfully Huge Woman par Robert Devereaux

#### 1997
Rat Food par Edo van Belkom et David Nickle
- I Am Infinite, I Contain Multitudes par Douglas Clegg
- Madame Babylon par Brian Hodge
- A Plague on Both Your Houses par Scott Edelman

#### 1998
Le Garçon mort à votre fenêtre (The Dead Boy at Your Window) par Bruce Holland Rogers
- Salle d'autopsie quatre (Autopsy Room Four) par Stephen King
- Blues-Born par Tina L. Jens
- The Rug par Edo van Belkom

#### 1999
Aftershock par F. Paul Wilson
- L'Attraction (The Entertainment) par Ramsey Campbell
- La Tombe (The Grave) par P. D. Cacek
- Halloween Street par Steve Rasnic Tem

### Années 2000
| Sommaire : | - Haut - 2000 - 2001 - 2002 - 2003 - 2004 - 2005 - 2006 - 2007 - 2008 - 2009 |

#### 2000
Gone par Jack Ketchum
- Dead Cat Bounce par Gerard Daniel Houarner
- Fallen Angel par Robert J. Sawyer
- Mexican Moon par Karen E. Taylor

#### 2001
Reconstructing Amy par Tim Lebbon
- The Haunt par Jack Ketchum
- I Am Your Need par Mort Castle
- Whose Puppets, Best and Worst, Are We? par David B. Silva

#### 2002
The Misfit Child Grows Fat on Despair par Tom Piccirilli
- Les Détails (Details) par China Miéville
- Disappearances par Mort Castle
- The Green Man par Christopher Fowler
- The Plague Species par Charlee Jacob

#### 2003
Duty par Gary A. Braunbeck
- Le Rêve d'Harvey (Harvey's Dream) par Stephen King
- The Haunting par Joyce Carol Oates
- The Last Supper par Scott Edelman
- The Red Bow par George Saunders

#### 2004
Nimitseahpah par Nancy Etchemendy
- Guts par Chuck Palahniuk
- Hunting Meth Zombies in the Great Nebraskan Wasteland par John Farris
- Just Out of Reach par Gary Braunbeck
- A Madness of Starlings par Douglas Clegg
- Singing My Sister Down par Margo Lanagan

#### 2005
We Now Pause for Station Identification par Gary Braunbeck
- As Others See Us par Mort Castle
- Le Récit de Haeckel (Haeckel's Tale) par Clive Barker
- Invisible par Steve Rasnic Tem
- Times of Atonement par Yvonne Navarro

#### 2006
Tested par Lisa Morton
- 31/10 par Stephen Volk
- Balance par Gene O'Neill
- Feeding the Dead Inside par Yvonne Navarro
- FYI par Mort Castle

#### 2007
The Gentle Brush of Wings par David Niall Wilson
- Rêves captifs (Closet Dreams) par Lisa Tuttle
- The Death Wagon Rolls On By par C. Dean Andersson
- Letting Go par John Everson
- The Teacher par Paul G. Tremblay
- There's No Light Between Floors par Paul G. Tremblay

#### 2008
The Lost par Sarah Langan
- The Dude Who Collected Lovecraft par Nick Mamatas et Tim Pratt
- Evidence of Love in a Case of Abandonment par M. Rickert
- Petrified par Scott Edelman
- Turtle par Lee Thomas

#### 2009
In the Porches of My Ears par Norman Prentiss
- The Crossing of Aldo Ray par Weston Ochse
- Keeping Watch par Nate Kenyon
- The Night Nurse par Harry Shannon

### Années 2010
| Sommaire : | - Haut - 2010 - 2011 - 2012 - 2013 - 2014 - 2015 - 2016 - 2017 - 2018 - 2019 |

#### 2010
The Folding Man par Joe R. Lansdale
- 1925: A Fall River Halloween par Lisa Mannetti
- Final Draft par Mark W. Worthen
- In the Middle of Poplar Street par Nate Southard
- Return to Mariabronn par Gary Braunbeck

#### 2011
Herman Wouk est toujours en vie (Herman Wouk Is Still Alive) par Stephen King
- All You Can Do Is Breathe par Kaaron Warren
- Graffiti Sonata par Gene O'Neill
- Les Mains de son mari (Her Husband's Hands) par Adam-Troy Castro
- Home par George Saunders
- X is for Xyx par John Palisano

#### 2012
Magdala Amygdala par Lucy A. Snyder
- Available Light par John Palisano
- Bury My Heart at Marvin Gardens par Joe McKinney
- Righteous par Weston Ochse
- Surrounded by the Mutant Rain Forest par Bruce Boston

#### 2013
Night Train to Paris par David Gerrold
- Primal Tongue par Michael Bailey
- Snapshot par Patrick Freivald
- The Hunger Artist par Lisa Mannetti
- The Geminis par John Palisano
- Code 666 (Code 666) par Michael Reaves

#### 2014
The Vaporization Enthalpy of a Peculiar Pakistani Family par Usman T. Malik et Ruminations par Rena Mason (ex æquo)
- Hot Tub par Hal Bodner
- Baby’s Breath par Sydney Leigh
- Splinterette par John Palisano
- The Floating Girls: A Documentary par Damien Angelica Walters

#### 2015
Happy Joe’s Rest Stop par John Palisano
- All the Day You’ll Have Good Luck par Kate Jonez
- The Algernon Effect par Gene O’Neill
- Sing Me Your Scars par Damien Angelica Walters
- Hungry Daughters of Starving Mothers par Alyssa Wong (en)

#### 2016
The Crawl Space par Joyce Carol Oates
- Time is a Face on the Water par Michael Bailey
- A Rift in Reflection par Hal Bodner
- The Bad Hour par Christopher Golden
- Arbeit Macht Frei par Lisa Mannetti

#### 2017
Apocalypse Then par Lisa Mannetti
- I will be the Reflection Until the End par Michael Bailey
- A Song Left Behind in the Aztakea Hills par James Chambers
- So Sings the Siren par Annie Neugebauer
- Loving You Darkly par Mercedes M. Yardley

#### 2018
Mutter par Jess Landry
- Dead End Town par Lee Murray (en)
- Glove Box par Annie Neugebauer
- A Winter’s Tale par John F.D. Taff
- And in Her Eyes the City Drowned par Kyla Lee Ward

#### 2019
The Eight People Who Murdered Me par Gwendolyn Kiste (en)
- The Book of Last Words par Greg Chapman
- Bury Me in Tar and Twine par Jess Landry
- Lydia par Cindy O’Quinn
- A Touch of Madness par Tim Waggoner

### Années 2020
| Sommaire : | - Haut - 2020 - 2021 - 2022 - 2023 - 2024 |

#### 2020
One Last Transformation par Josh Malerman
- Am I Missing the Sunlight? par Meghan Arcuri
- Introduction to the Horror Story, Day 1 par Kurt Fawver
- The Thing I Found Along a Dirt Patch Road par Cindy O’Quinn
- Should Fire Remember the Fuel? par Kyla Lee Ward

#### 2021
Permanent Damage par Lee Murray (en)
- The Yellow Crown par Carol Gyzander
- A Gathering at the Mountain par Cindy O’Quinn
- Two Shakes Of A Dead Lamb’s Tail par Anna Taborska
- A Whisper in the Death Pit par Kyla Lee Ward

#### 2022
Fracture par Mercedes M. Yardley
- Nona Doesn’t Dance par Aaron Dries
- Poppy’s Poppy par Douglas Gwilym
- The Only Thing Different Will Be the Body par J. A. W. McCarthy
- A Song for Barnaby Jones par Anna Taborska
- The Star par Anna Taborska

#### 2023
Quondam par Cindy O’Quinn
- Silk par L. E. Daniels
- The Sound of Children Screaming par Rachael K. Jones
- If Someone You Love Has Become a Vurdalak par Sam J. Miller
- An Inherited Taste par Nadine Aurora Tabing

#### 2024
Versus Versus par Laird Barron (en)
- And She Had Been So Reasonable par Rachel Bolton
- To the Wolves par Sasha Brown
- Ten Thousand Crawling Children par R. A. Busby
- She Sheds Her Skin par Raven Jabukowski